# Energía nuclear en Japón
Desde 1973, la energía nuclear ha sido materia estratégica a nivel nacional en Japón, ya que el país es sumamente dependiente de los combustibles importados, al punto de que constituyen el 61% de la producción de energía. En 2008, tras la apertura de 7 nuevos reactores nucleares en Japón (3 en Honshū y 1 Hokkaidō, Kyūshū, Shikoku y Tanegashima), Japón se convirtió en el tercer mayor productor de energía nuclear del mundo con 53 reactores nucleares operativos que generan el 34.5% de la electricidad japonesa.
Después del terremoto y tsunami de 2011 y el fallo del sistema de enfriado en la planta nuclear de Fukushima I, el 11 de marzo de 2011 se declaró la emergencia nuclear. Fue la primera vez que una emergencia nuclear se declaraba en Japón; alrededor de 140.000 residentes dentro de un radio de 20 km de la planta fueron evacuados. La cantidad de radiactividad emitida al ambiente aún no está claramente cuantificada y la crisis nuclear continúa activa.

## Historia

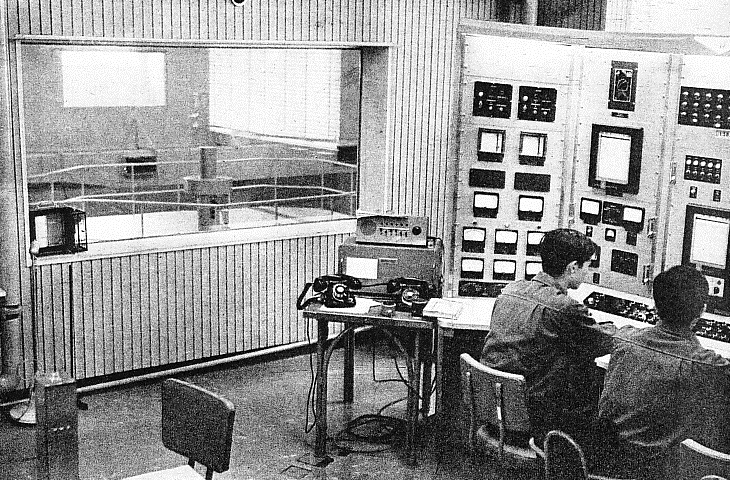
Primer reactor de investigación de Japón

Ya en 1954 Japón presupuestó 230 millones de yenes en concepto de energía nuclear, marcando el inicio del programa. La Ley Básica de Energía Atómica limitaba las actividades a fines pacíficos.
Estados Unidos apoyó a Japón durante los años 1960 para que adoptara la energía nuclear como fuente principal de energía. Estados Unidos era entonces el dueño de la tecnología nuclear y dominaba la minería de uranio y boro. General Electric y Westinghouse fueron las empresas encargadas de instalar una red de plantas nucleares en Japón. Japón se incorporó a la OIEA, organización promovida por Estados Unidos, y firmó el Tratado de No Proliferación Nuclear.
La planta nuclear de Tōkai (Ibaraki), el primer reactor nuclear en tierra nipona, fue construida por la compañía General Electric Company del Reino Unido. Los primeros reactores de agua ligera fueron construidos enl a década de 1970 en cooperación con empresas estadounidenses. Estos reactores fueron comprados a compañías como General Electric o Westinghouse con acuerdos hechos por empresas japonesas que luego conseguirían la licencia para construir plantas similares. Desde esa época, las compañías e institutos de investigación japoneses han contribuido al desarrollo de la energía nuclear al mismo nivel que los otras grandes potencias.
La Central nuclear Fukushima I fue diseñada por la compañía estadounidense General Electric y comenzó a generar energía -fue conectada a la red eléctrica- en el año 1971. Esta central sufrió un grave accidente nuclear que se inició el 11 de marzo de 2011-.
La industria nuclear japonesa no se vio afectada por los efectos de los accidentes de Three Mile Island o Chernobyl como ocurrió en otros países. La construcción de reactores continuó durante las décadas de 1980, 1990 y hasta el presente. Sin embargo, a mediados de la década de 1990 hubo varios accidentes nucleares que erosionaron la valoración de la opinión pública respecto de esta industria, dando lugar a protestas y resistencia a la construcción de nuevas plantas. Estos accidentes ocurrieron en Tokaimura, Mihama, Monju y otras, incluyendo los incidentes relacionados con un terremoto en Chuetsu. Si bien los detalles podrían estar en disputa, es claro que la seguridad en la industria nuclear japonesa ha sido severamente investigada. Entre las plantas canceladas se encuentran las de:
- Maki en Maki, Niigata (Kambara) - Cancelada en 2003
- Kushima en Kushima, Miyazaki - 1997
- Ashihama en Ashihama, Mie - 2000
- Hōhoku en Hōhoku, Yamaguchi - 1994
- Suzu en Suzu, Ishikawa - 2003

Nótese que el proyecto de Suzu está “congelado”, significando que podría reactivarse en el futuro si factores económicos lo volviesen más favorable.
Estas cancelaciones muestran cierto nivel de interés en la seguridad luego de los incidentes de Monju en 1995 y Tokaimura en 1999, y podrían ser comparadas con la situación en Estados Unidos donde se dio un gran número de cancelaciones de construcciones de nuevas plantas luego de los incidentes de Three Mile Island y Chernobyl. Sin embargo, es importante notar que la mayor parte de las cancelaciones en Japón son el resultado de 10, 15 o más años de trabajo pospuesto y apoyo pobre. A lo largo del mismo período de tiempo hubo también algunas nuevas plantas conectadas a la red, y como en 2007, la construcción progresa en varias otras plantas. Japón aún no ha decidido dar la espalda totalmente a la construcción de nuevas plantas, decisión que tomaron Francia, Suecia, Italia o Estados Unidos.
El gobierno japonés ha mantenido un fuerte apoyo al desarrollo de la industria nuclear. Luego de los incidentes en Tokaimura el gobierno financió investigaciones y se aplicaron controles más estrictos, aunque el tamaño y alcance de la investigación en energía nuclear siguió expandiéndose. Mientras el número de reactores tiende a incrementarse, el foco comienza a ponerse en combustibles avanzados y plantas de última generación. Japón busca un mayor rol en la Mancomunidad Mundial por el Desarrollo de la Energía Nuclear y se ha unido al proyecto ITER. También existe un plan de cooperación entre Estados Unidos y Japón.